# وزارة المناجم والبترول (إثيوبيا)
وزارة المناجم والبترول ( بالأمهرية : የማዕድንና ነዳጅ ሚኒስቴር) هي الإدارة الحكومية الإثيوبية المسؤولة عن إدارة قطاع التعدين والبترول في إثيوبيا . تم تأسيسها في عام 2018 بموجب الإعلان رقم 1097/2018 وعمل ميليسي أليمو كأول وزير في هذا المنصب. في عام 2020، نجح تاكيلي أوما بانتي في منصب وزير المناجم والبترول حتى 14 يناير 2023.  حاليًا، يشغل هابتامو تيجيني منصب الوزير الحالي منذ 20 يناير 2023.